# Excite
Excite este un portal de internet lansat în 1995 care oferă o varietate de conținut, inclusiv știri și vreme, un motor de căutare, un e-mail bazat pe web, mesagerie instantanee, cotațiile de acțiuni și o pagină de pornire personalizabilă a utilizatorului. Este operat în prezent de aplicațiile IAC (fostă Mindspark) ale IAC (InterActiveCorp) și de Excite Networks. În S.U.A., principalul site Excite a fost mult timp o pagină de pornire personală numită My Excite. Excite operează, de asemenea, un serviciu de e-mail, deși nu mai este deschis pentru noi clienți.
Compania originală Excite a fost înființată în 1994 și a fost publicată doi ani mai târziu. Excite a fost una dintre cele mai recunoscute branduri de pe internet în acea decadă, site-ul principal al portalului Excite.com fiind al șaselea site web cel mai vizitat în 1997 și al patrulea până în anul 2000. Compania a fuzionat cu furnizorul de servicii de bandă largă @ Home Network, dar împreună au falimentat în 2001. Portalul și serviciile lui Excite au fost achiziționate de iWon.com și apoi de Ask Jeeves, dar site-ul a suferit apoi o scădere bruscă a popularității după aceea. Începând cu ianuarie 2019, Excite.com se situează pe locul 3616 în Statele Unite, conform clasamentelor Alexa. Cel mai popular site Excite este cel japonez local, care ocupă locul 240 în Japonia.

## Site-uri locale
Site-uri web actuale locale Excite:
| Localitate | Alexa clasament global | Alexa ranking in country   |
| ---------- | ---------------------- | -------------------------- |
| Japonia    | 3,102                  | 240                        |
| Spania     | 148,895                | 6,840                      |
| Germania   | 580,467                | 61,973 7,939 (in Austria)  |
| Italia     | 252,781                | 13,278                     |
| Anglia     | 398,140                | - 22,629 (in Kenya)        |
| Olanda     | 7,649,365              | -                          |
| Franța     | 747,147                | 43,840 24,791 (in Tunisia) |

Excite.com ("My Excite") se situează pe rankul 15366 la nivel global (3616 în S.U.A., 3518 în Canada).

## Alte servicii

### FreeLane de Excite
În încercarea de a concura împotriva furnizorilor de servicii de internet precum NetZero și Juno Online, care ofereau acces telefonic gratuit sau low-cost în Statele Unite, Excite a început să ofere propriul său serviciu „fără plată” pentru clienții privați prin parteneriat cu 1stUp.com pentru a crea FreeLane de Excite: 1stUp ar permite clienților Excite să descarce software-ul pentru a putea să se conecteze la Internet. Apoi software-ul ar roti o serie de reclame cu banner sponsorizate pe computerul utilizatorului în timp ce navigau pe Internet. 1stUp.com a ieșit curând din activitate, iar Excite a trecut la un alt partener numit WorldShare, rebranding FreeLane drept versiunea 2.0 FreeLane. La 1 martie 2001 FreeLane a fost întreruptă.

### Ticketsmate
Tickmate, în parteneriat cu Excite, vinde bilete clienților din Statele Unite. Portalul este în esență un site web de vânzare a biletelor de unde utilizatorii pot cumpăra bilete și căuta prin mii de evenimente și locații. Capabilitățile puternice ale motorului de căutare ale serverului Excite sunt utilizate pe acest site pentru a ajuta utilizatorul să caute bilete și evenimente mai ușor.

### Excite Education
Începând cu 1999, Excite deține un portal de educație care poate fi folosit de către oameni pentru a căuta și aplica pentru diferite grade și cursuri online. Portalul Excite Education conține o listă de mii de institute de învățământ din America pentru potențialii studenți.